# Fläckig humlebagge
Fläckig humlebagge, Trichius gallicus är en skalbaggsart som först beskrevs av Pierre François Marie Auguste Dejean 1821. Fläckig humlebagge ingår i släktet Trichius och familjen bladhorningar, Scarabaeidae.
Fläckig humlebagge förekommer på större delen av den europeiska kontinenten, mera glest i söder och öster. Fynd har även gjorts i södra England och Nordafrika.
Arten hittades i Sverige första gången 2019 i Jordbodalen, Helsingborg. Arten är ännu inte funnen i Finland. Två underarter finns listade i Catalogue of Life,
Trichius gallicus gallicus Dejean, 1821 och Trichius gallicus zonatus Germar, 1831.